# Heinz Beutler
Heinz Beutler (23 de dezembro de 1915 – 26 de setembro de 2010) foi um oficial alemão que serviu durante a Segunda Guerra Mundial. Foi condecorado com a Cruz de Cavaleiro da Cruz de Ferro.

## Condecorações
| Cruz de Ferro 2ª Classe                                    |
| Cruz de Ferro 1ª Classe                                    |
| Cruz de Cavaleiro da Cruz de Ferro 14 de fevereiro de 1945 |